# Gmina Enköping
Gmina Enköping (szw. Enköpings kommun) – gmina w Szwecji, w regionie Uppsala, z siedzibą w Enköping.
Pod względem zaludnienia Enköping jest 56. gminą w Szwecji. Zamieszkuje ją 38 211 osób, z czego 50,13% to kobiety (19 154) i 49,87% to mężczyźni (19 057). W gminie zameldowanych jest 1451 cudzoziemców. Na każdy kilometr kwadratowy przypada 34 mieszkańców. Pod względem wielkości gmina zajmuje 83. miejsce.

## Miejscowości
Miejscowości (tätort) w gminie Enköping według liczby mieszkańców w 2019:
1. Enköping – 24493 mieszkańców
2. Bredsand – 1550
3. Örsundsbro – 1386 mieszkańców
4. Grillby – 1092 mieszkańców
5. Hummelsta – 972 mieszkańców
6. Fjärdhundra – 954 mieszkańców
7. Lillkyrka – 298 mieszkańców
8. Haga – 280 mieszkańców